# Kenneth Grant (Okkultist)
Kenneth Grant (* 23. Mai 1924; † 15. Januar 2011) war ein britischer Okkultist und Oberhaupt des Typhonian Orders, eines OTO-Ablegers. Er war Schüler von Aleister Crowley und Austin Osman Spare und er arbeitete mit einigen bekannten Magiern zusammen, darunter Gerald Gardner und Gregor A. Gregorius.

## Der Typhonian OTO und die New Isis Lodge
Kenneth Grant gehört mit zu den Schülern Aleister Crowleys, die jeder für sich in Anspruch nehmen, von Crowley zu dessen Nachfolger als Oberhaupt des Ordo Templi Orientis bestimmt worden zu sein. Dieser Anspruch wurde von Karl Germer angefochten, welcher sich ebenfalls als Oberhaupt des OTO sah. Nachdem Grant engere Kontakte zu Gregor A. Gregorius und dessen Loge Fraternitas Saturni in Deutschland aufzubauen versuchte, verkündete Germer, dass Grant nicht länger Mitglied des OTO sei.
Grant gründete mit einigen britischen Okkultisten im April des Jahres 1955 die New Isis Lodge, die bis 1962 magisch aktiv war. Die Veröffentlichung des Manifests der New Isis Lodge in den Logenpublikationen der Fraternitas Saturni war der eigentliche Auslöser für Karl Germer, Kenneth Grant aus dem Orden auszuschließen.
Die magischen Arbeiten in der New Isis Lodge (Nu-Isis) waren darauf ausgerichtet, die Rückseite des kabbalistischen Lebensbaumes zu erforschen, oder anders ausgedrückt, es wurde versucht, durch die tiefsten und finstersten Geheimnisse das Heilige zu erreichen. Dabei wurden Riten aus allen Teilen der Erde zelebriert, meistens unter Anleitung durch Eingeweihte dieser Riten.
Grants große Sammlung magischer Objekte, darunter einige Artefakte aus dem Erbe Crowleys, spielte bei einigen der Rituale eine Rolle. Auch die Geschichten von Howard Phillips Lovecraft haben die Gestaltung und die Deutung dieser Rituale beeinflusst. Ebenso finden sich deutliche Anklänge des Tantra, besonders des Vama Marga und des Kaula Marga, in den Arbeiten der New Isis Lodge.
Die New Isis Lodge war eine besondere Art von „Forschungsloge“, deren Forschungsarbeit nach nur sieben Jahren als beendet galt. Vor dem Hintergrund der Ergebnisse dieser Arbeit gründete Kenneth Grant den Typhonian O.T.O. (TOTO), welcher sich von den übrigen Orden, welche sich von Crowleys OTO ableiten, deutlich unterscheidet. So kennt der TOTO kein festes Gradsystem, da die Grundlage einer Initiation kein äußerlich zelebrierter Ritus sein soll, sondern das Fortschreiten im Orden nur durch innerlich erlebte Selbstinitiationen erreicht werden kann. Auch wird den Schriften Aleister Crowleys nicht der hohe Stellenwert eingeräumt, den diese in anderen OTOs haben, sondern Thelema wird als lebendige Strömung aufgefasst, welche sich mit den Mitgliedern entwickelt. Nach Auffassung des TOTO sollte Thelema von der Person Aleister Crowley gelöst betrachtet werden, wenn irgendetwas von Wert daraus entstehen soll.
Nicht zuletzt diese Ansichten über den Stellenwert Crowleys und über die Natur von Initiationen und Graden führten zu einem erbitterten Streit zwischen Kenneth Grants TOTO und dem in Kalifornien gegründeten Caliphaten OTO (COTO), welcher sich über den Rechtsweg als offizieller Nachfolge-OTO zu etablieren wusste.

## Austin Osman Spare
Kenneth Grant war ein Freund von Austin Osman Spare in dessen letzten Lebensjahren. Er bewunderte die Kunst von Spare und auch dessen magischen Ansätze und Techniken. Ohne die publizistischen Ambitionen Grants, der Spare zu einem letzten, fragmentarischen und bisher unveröffentlichten Buch überredete, dem Grimoire of Zos, wären der Name und die Kunst von Austin Osman Spare wohl um einiges weniger bekannt, als sie es zumindest in Kreisen okkultistisch Interessierter geworden sind.

## Die typhonischen Trilogien
Viele von Grants Ideen und Ansätzen werden leicht missverstanden. Dazu gehören unter anderem der Gebrauch der düsteren Mythologie des US-amerikanischen Autors H. P. Lovecraft, bei denen Grant häufig die Arbeiten von Michael Paul Bertiaux zitiert und dessen Verknüpfung von Voodoo und Lovecrafts Mythologie, oder seine Interpretationen von angeblichen UFO-Sichtungen. Ebenso das Liber Pennae Praenumbra, welches er von Maggie Ingalls (Soror Nema) erhielt. Darin wird das neue Äon der Maat verkündet und IPSOS als Wort für dieses Äon genannt. Dies ließ er in seinem Buch Outside the Circles of Time miteinfließen, da es von ihm als „ein Schlüssel zum transäonischen Verständnis der Magie“ verstanden wird. Demnach sollen die Äonen nicht zeitlich oder linear verlaufen, sondern parallel zueinander, sie seien je nach Bewusstseinszustand zu erfahren. Auch auf Jack Parsons Liber Babalon, das angebliche vierte Kapitel des Liber AL vel Legis, bezieht sich Grant in einigen seiner Bücher, zum Beispiel in The Magickal Revival oder in Hecates Fountain. Grants Bücher werden häufig ins Lächerliche gezogen, da die Ansammlung bizarrer Erzählungen das Lesen zwischen den Zeilen sehr schwer macht. Andererseits gelten die Bücher Kenneth Grants als Werke für Fortgeschrittene, welche nur durch eigene Erfahrung verstanden werden können, Anfängern der magischen Praxis jedoch verschlossen bleiben. Diese Bücher sind herausfordernd und verlangen dem Leser einiges ab, jedoch bieten sie Einblicke in die Magie des späten zwanzigsten Jahrhunderts.
Einige Bände der drei typhonischen Trilogien werden nicht mehr gedruckt und sind dementsprechend nur noch gebraucht zu erhalten, lediglich The Magical Revival, Nightside of Eden, Cults of the Shadow, Aleister Crowley and the Hidden God, Outside the Circles of Time und Hecate's Fountain sind unter den Titeln Wiederbelebung der Magick, Die Nachtseite von Eden, Schattenkulte, Aleister Crowley & der verborgene Gott, Jenseits der Zeitkreise und Hekates Brunnen auf Deutsch erschienen. Outer Gateways wurde von der Edition Roter Drache für den Sommer unter dem Titel Jenseitspforten angekündigt, weitere Teile sollen folgen. Durch Kenneth Grants Lust am Kreieren von Neologismen sind seine Bücher sogar englischen Muttersprachlern mitunter schwer verständlich.

## Bibliographie
Esoterische Schriften
- The Tree of Life. Carfax Monograph #1. Privatdruck, London 1959.
- The Golden Dawn. Carfax Monograph #2. Privatdruck, London 1959.
- Aleister Crowley. Carfax Monograph #3. Privatdruck, London 1960.
- Austin Osman Spare. Carfax Monograph #4. Privatdruck, London 1960.
- Vinum Sabbati. Carfax Monograph #5. Privatdruck, London 1961.
- Mage and Image. Carfax Monograph #6. Privatdruck, London 1961.
- Hidden Lore. Carfax Monograph #7. Privatdruck, London 1962.
- Yetzirah. Carfax Monograph #8. Privatdruck, London 1962.
- Magical Creation. Carfax Monograph #9. Privatdruck, London 1963.
- Vault of the Adepts. Carfax Monograph #10. Privatdruck, London 1963.
- The Magical Revival. Typhonian Trilogies #1. Frederick Muller, London 1972.
  - Deutsch: Wiederbelebung der Magick. Verlag Rita Ruther, 1997, ISBN 3-929588-11-0.
- Aleister Crowley and the Hidden God. Typhonian Trilogies #2. Frederick Muller, London 1973.
  - Deutsch: Aleister Crowley und der verborgene Gott. Edition Roter Drache, 2010, ISBN 978-3-939459-32-3.
- Images and Oracles of Austin Osman Spare. Frederick Muller, London 1975.
- Cults of the Shadow. Typhonian Trilogies #3. Frederick Muller, London 1975.
  - Deutsch: Schattenkulte. Edition Roter Drache, 2010, ISBN 978-3-939459-29-3.
- Nightside of Eden. Typhonian Trilogies #4. Fredrick Muller, London 1977.
  - Deutsch: Die Nachtseite von Eden. Edition Roter Drache, 2008, ISBN 978-3-939459-07-1.
- Outside the Circles of Time. Typhonian Trilogies #5. Frederick Muller, London 1980.
  - Deutsch: Jenseits der Zeitkreise. Edition Roter Drache, 2012, ISBN 978-3-939459-55-2.
- Hidden Lore. Collected Carfax Monographs. Skoob Books, London 1989.
- Remembering Aleister Crowley. Skoob Books, London 1991.
- Hecate’s Fountain. Typhonian Trilogies #6. Skoob Books, London 1992.
  - Deutsch: Hekates Brunnen. Edition Roter Drache, 2013, ISBN 978-3-939459-72-9.
- Outer Gateways. Typhonian Trilogies #7. Skoob Books, London 1994.
  - Deutsch: Jenseitspforten. Edition Roter Drache, 2014, ISBN 978-3-939459-75-0.
- Zos Speaks! Encounters with Austin Osman Spare. Fulgur Limited, London 1998.
- Beyond the Mauve Zone. Typhonian Trilogies #8. Starfire Publishing, London 1999.
- The Ninth Arch. Typhonian Trilogies #9. Starfire Publishing, London 2002.
- At the Feet of the Guru. Starfire Publishing, London 2006 (Zusammenstellung von Artikeln, welche auch die in Man, Myth and Magic veröffentlichten umfasst).

Lyrik
- Black to Black and Other Poems. Carfax, London 1963.
- The Gull's Beak and Other Poems. Toucan Press, Mount Durand, Guernsey 1970.
- Convolvulus and Other Poems. Starfire Publishing, London 2005.

Belletristik
- Against the Light. Starfire Publishing, London 1997.
- Snakewand and The Darker Strain. Starfire Publishing, London 2000.
- Gamaliel: The Diary of a Vampire and Dance, Doll, Dance!. Starfire Publishing, London 2003.
- The Other Child and Other Tales. Starfire Publishing, London 2003.
- Grist to Whose Mill? A Novel of Nemesis. Starfire Publishing, London 2012.